# Борнгольмський діалект
Борнгольмський діалект — східноданський діалект, на якому розмовляють на острові Борнгольм у Балтійському морі. Спочатку він був частиною східноданського діалектного континууму, який включає діалекти південної Швеції, але став ізольованим у данському діалектному ландшафті після 1658 року, коли Швеція анексувала східні данські провінції Сканія/Сконе, Галланд і Блекінге . 
Ця мова є більш загальною розмовною, ніж письмовою, незважаючи на існування кількох борнгольмсько-данських словників і регулярну борнгольмську статтю в місцевій газеті. Навіть слова, які ніколи не вживаються в стандартній данській мові, пишуться відповідно до стандартної орфографії.
Діалект знаходиться під загрозою зникнення, оскільки жителі Борнгольму протягом останнього століття перейшли на стандартну данську.    «Bevar Bornholmsk» — організація, метою якої є збереження діалекту.

## Діалекти
На маленькому острові проживає всього близько 40 000 жителів, але мова поділяється на п’ять основних діалектів, не рахуючи стандартної данської. Наприклад, «око» буде пишеться iva в деяких регіонах, але в інших місцях це було б øja , що досить близьке до данського слова øje.
На півночі острова, через відносно велику кількість шведських іммігрантів на найближчих до Швеції берегах, вплив шведів більший. Насправді відмінності досить великі, тому північно-борнхольмський діалект носить назву Allinge-svensk. 